# ハートリー近似
ハートリー近似（ハートリーきんじ）とは、多電子系の波動関数を求める代表的な近似法のひとつ。波動関数をスピン軌道の積で近似する。このとき非相対論的なハミルトニアンの期待値を極値にするようなスピン軌道の組{\displaystyle {\phi _{i}}}は次の方程式の解になっている。
{\displaystyle {\bigg \{}-{\frac {\hbar ^{2}}{2m}}\Delta (1)-\sum _{a}{\frac {Z_{A}e^{2}}{r_{A1}}}+\sum _{j(\neq i)}\int {\frac {e^{2}}{r_{12}}}|\phi _{j}(2)|^{2}dv_{2}{\bigg \}}\phi _{i}(1)=\varepsilon _{i}\phi _{i}}
ここで{\displaystyle Z_{A}}は核電荷、{\displaystyle \varepsilon _{i}}は軌道{\displaystyle {\phi _{i}}}に対応する軌道エネルギーと呼ばれる量である。左辺の第一項は電子の運動エネルギー、第二項は原子核からのクーロン場のポテンシャルエネルギー、第三項は自分自身を除く各電子からのクーロン斥力のポテンシャルエネルギーを表す。
この方程式、その解である軌道、およびその軌道の積でつくった多電子系の波動関数を、この方法の提案者の名前をとって、それぞれハートリー方程式、ハートリー軌道、ハートリー近似の波動関数と呼ぶ。
ハートリーの方程式は連立の微積分方程式であるので解くのは簡単ではない。ダグラス・ハートリーは原子の場合に電子間クーロン相互作用を表す項に中心力場近似を用い、かつ自己無撞着場の方法を用いて解を求めることに成功した。

## 問題点
ハートリー近似は最も簡単な一電子近似であるが、波動関数が電子座標の入れ替えに対して反対称化されていない。よって電子間の交換相互作用が考慮されていない。またこの点を改良したハートリー・フォック近似と違って、軌道を決めるシュレーディンガー方程式において軌道に作用する演算子が軌道ごとに異なるため、軌道間の直交性が保証されないなどの欠点を持っている。現在ではハートリー近似よりもハートリー・フォック近似のほうが用いられることが多い。